# Pensando en ti (canción de José Luis Perales)
«Pensando en ti» es un sencillo del cantautor español José Luis Perales del álbum A mis amigos. Fue lanzado en 1990, por la discográfica Sony Music bajo el sello CBS.

## Lista de canciones
| Lado A |                  |          |  |
| N.º    | Título           | Duración |  |
| 1.     | «Pensando en ti» |          |  |

## Créditos y personal

### Músicos
- Dirección de orquesta y arreglos musicales: Eddy Guerin

### Personal de grabación y posproducción
- Todas las canciones compuestas por José Luis Perales
- Edición de las letras: Editorial TOM MUSIC S.L.
- Compañía discográfica: CBS Internacional, A&R Development; Nueva York, Estados Unidos.
- Productor: José Luis Gil

### Créditos y personal
- Perales, José Luis (2012). «DISCOGRAFÍA - A MIS AMIGOS». Archivado desde el original el 26 de abril de 2012. Consultado el 15 de enero de 2013.

- Datos: Q16617970